# Örebro Läns Jordbrukaretidning
Örebro Läns Jordbrukaretidning var en dagstidning utgiven i Västerås från 5 januari 1928 till 27 december 1950. 
Tidningens fullständiga titel  var från 1938  Örebro Läns Jordbrukaretidning / Bygde och annonsorgan/ Med familjebilagan Kvällsstunden. Tidningen startade som edition till Västmanlands nyheter.

## Redaktion utgivning och bilagor
Tidningen var politiskt förespråkande bondeförbundet. Redaktionsort för tidningen var först Örebro 1928-1933, från 1933 till 1936 Västerås sedan Örebro igen 1937 -1950.Frekvens Tidningen kom ut en dag i veckan först fredagar, men från 3 januari 1934 på onsdagar. Periodisk söndagsbilaga medföljde 1936 till 1938 men från 7 december 1938 till tidningens upphörande 1950 hette bilagan Kvällsstunden. Denna ingick i prenumerationen på Örebro läns jordbrukartidning men kunde även erhållas separat.
| Period                 | Ansvarig utgivare  | Period                 | Redaktör           | Kommentar                                                      |
| 1927-11-07--1938-11-11 | Wedholm, John      | 1928-01-05--1929-01-03 | Wedholm, John      | Utgivningsbeviset förnyat 1928-11-08.                          |
| 1938-11-12--1950-12-27 | Olsson, Olof Anton | 1929-01-04--1931-09-25 | Hermansson, Bror   | Uppgifter för perioden efter 1941 saknas för ansvarig utgivare |
|                        |                    | 1931-09-26--1931-11-05 | uppgift saknas     |                                                                |
|                        |                    | 1931-11-06--1933-08-30 | Eriksson, G.A.     |                                                                |
|                        |                    | 1933-09-01--1950-12-27 | Olsson, Olof Anton |                                                                |

## Tryckning skedde i Västerås
Förlaget hette 1928 till 20 november 1934 Tidningsföreningen Västmanlands nyheter i Västerås, från 1934 till 1950 Lantmännens tryckeriförening upa i Västerås. Tryckeri var först Västerås Centraltryckeri  i Västerås, sedan 1932-1934 Västmanlands nyheters Boktryckeri i Västerås och från 1934 Lantmännens Tryckeriförening i Västerås. Priset för tidningen var 1928 3 kronor och 50 öre, 1941 5 kronor och 75 öre och 1949-1950 7 kronor 75 öre.
Tidningen satsyta sattes bara i svart  med moderna typsnitt och var stor, 60 x 42,5 första året sedan mindre 47 x 30 cm 1929-1950. Tidningen hade första året bara4 sidor sedan 8 sidor 1929-1950. Upplagan var 1928 1700 exemplar, 1937 2500 exemplar och  1943 4200 exemplar, dock är sista uppgiften osäker enligt KB.